# NGC 4305
NGC 4305 ist eine Spiralgalaxie vom Hubble-Typ Sa im Sternbild Jungfrau nördlich der Ekliptik. Sie ist schätzungsweise 82 Millionen Lichtjahre von der Milchstraße entfernt und hat einen Durchmesser von etwa 55.000 Lichtjahren. Zusammen mit NGC 4306 bildet sie das gravitativ gebundene Galaxienpaar Holm 381 oder KPG 333. Gemeinsam mit acht weiteren Galaxien ist sie Teil der NGC 4461-Gruppe (LGG 286) und unter der Katalognummer VCC 522 wird sie als Mitglied des Virgo-Galaxienhaufens aufgeführt. 
Im selben Himmelsareal befinden sich u. a. die Galaxien NGC 4267, IC 3233, IC 3246, IC 3258.
Das Objekt wurde am 2. Mai 1829 von John Herschel entdeckt.